# Personnages de NCIS : Enquêtes spéciales
Pour un article plus général, voir NCIS : Enquêtes spéciales.
Cette page présente les personnages de la série télévisée NCIS : Enquêtes spéciales. Certains personnages possèdent un article qui leur est dédié.
Leroy Jethro Gibbs est le chef d'une MCRT (Major Case Response Team, équipe d'intervention des cas majeurs) basée à Washington DC, appartenant au Naval Criminal Investigative Service. Il a actuellement sous ses ordres les agents Eleanor « Ellie » Bishop (ex-analyste de la NSA), Timothy McGee (informaticien), Nicholas Torres (ex-agent sous couverture), Kasie Hines (technicienne de laboratoire) et Jimmy Palmer (médecin légiste). Gibbs est lui-même sous les ordres de Leon Vance, le directeur du NCIS.

## Personnages principaux
Classés par nombre d'apparitions dans la série.

### Leroy Jethro Gibbs

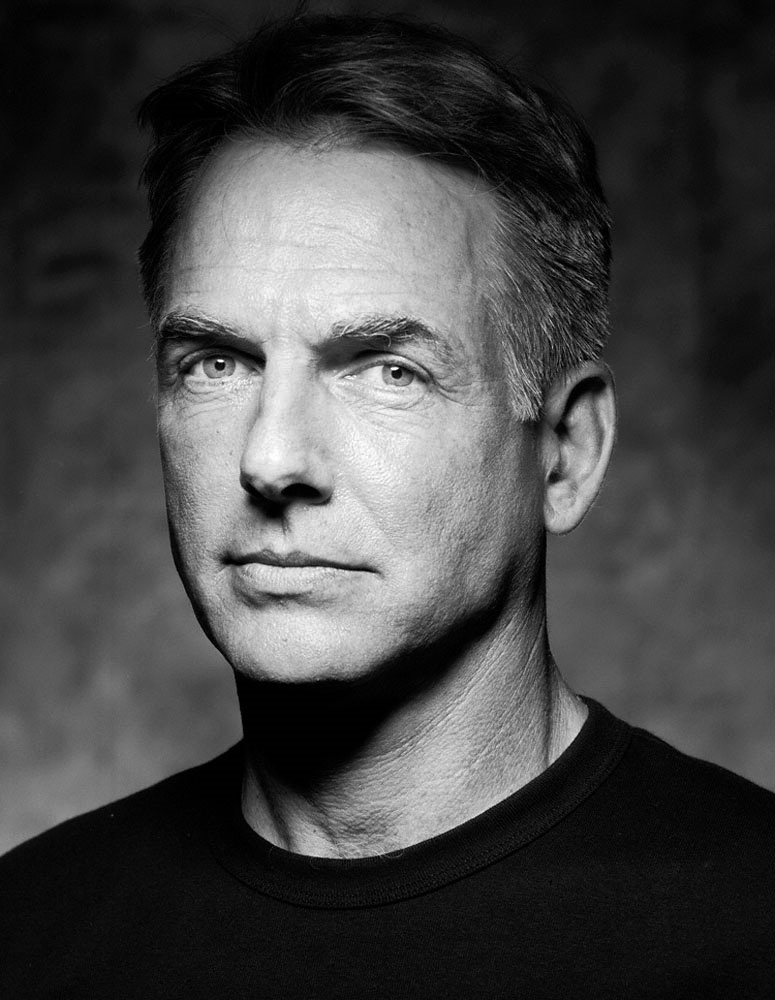
Mark Harmon, qui interprète Jethro Gibbs.

Interprété par Mark Harmon (VF : Hervé Jolly)
Gibbs devient agent au NIS en 1991 (renommé NCIS en 1992). À la suite de la retraite anticipée de son propre chef d'équipe Mike Franks, il devient lui-même chef d'équipe en 2001 et recrute Anthony DiNozzo et Vivian Blackader. Lors du premier épisode de la saison 1 (Air Force One), Gibbs embauche Caitlin Todd (Blackader étant partie) à la suite de sa démission des Services Secrets. Dans la seconde saison, il recrute un nouvel agent, Timothy McGee. Bien que peu expressif, il aime son équipe et la protège (davantage encore après le décès de Caitlin dans In extremis). Il est très ami avec le Dr Donald Mallard qu'il connaît depuis longtemps. Il a également une relation privilégiée que l'on pourrait qualifier de père/fille avec Abigail Sciuto. En fin de saison 3, il démissionne et part vivre avec son ancien patron au Mexique, mais il revient très vite à son ancien poste.
À la suite du démantèlement de son équipe par le nouveau directeur Leon Vance (après le décès de l'ancienne directrice Jennifer Shepard dans le même épisode), il fait tout son possible pour la reformer au plus vite, ce qui montre son attachement pour les autres personnages.

### Abigail Sciuto

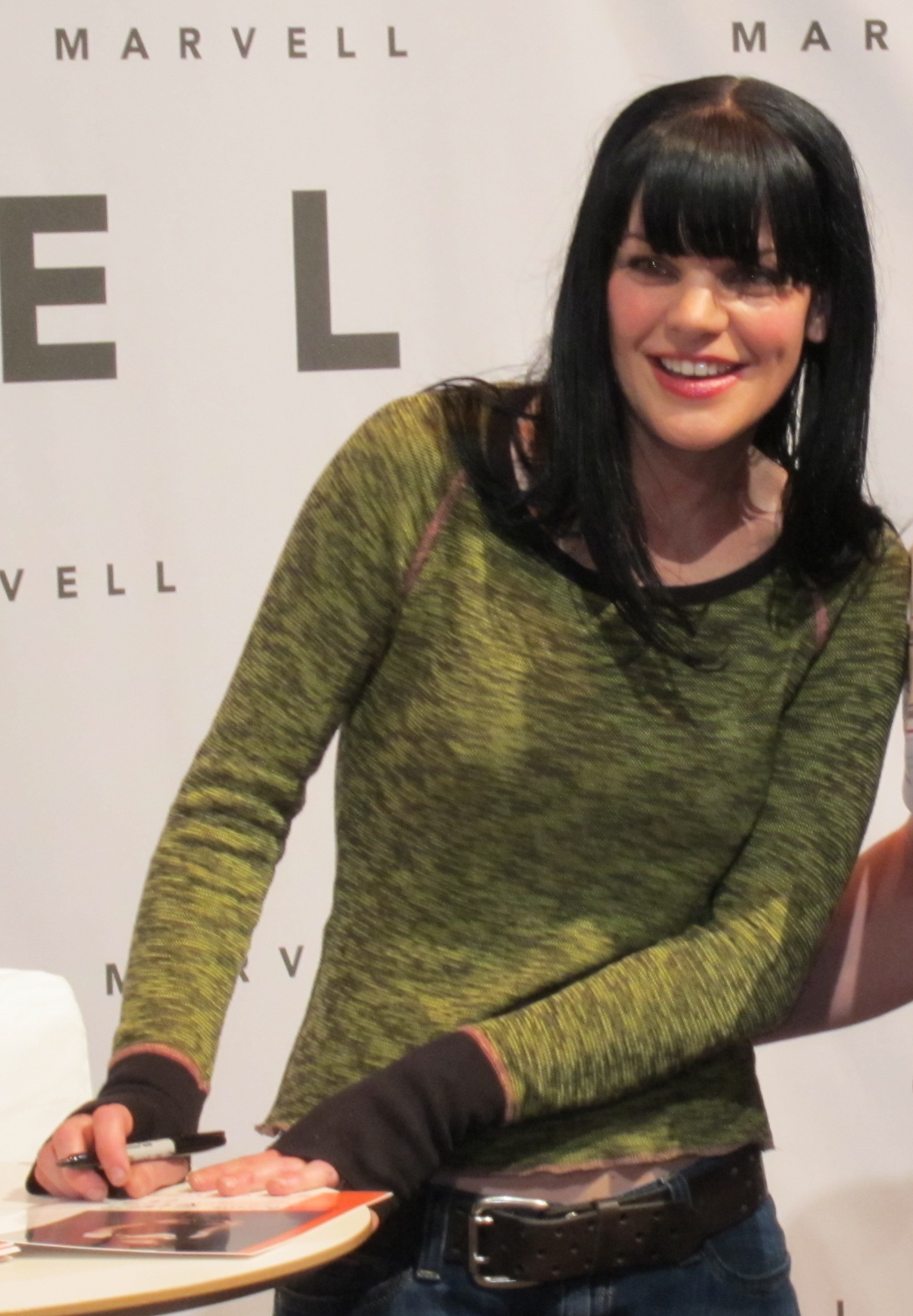
Pauley Perrette

Interprétée par Pauley Perrette (VF : Anne Dolan)
Elle est le plus souvent appelée par son surnom, « Abby ». Experte scientifique, elle travaille dans le laboratoire suréquipé du NCIS, en collaboration avec Ducky, le médecin légiste. Elle aime beaucoup Gibbs, qu'elle considère comme un père, et celui-ci tente toujours de la protéger au maximum ; elle est par ailleurs très proche de McGee. Abby est une gothique, très enthousiaste, passionnée par son métier. Elle est assez excentrique, parlant d'ailleurs à son matériel pour l'encourager.
Elle consomme beaucoup de Caf Pow, une boisson caféinée, et elle ne peut se concentrer si elle n'en a pas à sa disposition.

### Anthony DiNozzo Jr.

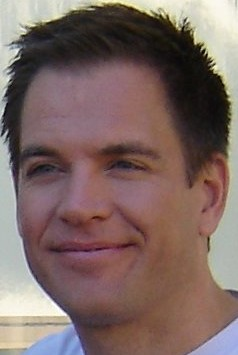
Michael Weatherly, en 2008.

Interprété par Michael Weatherly (VF : Xavier Fagnon)
Anthony est le plus ancien agent de l'équipe de Jethro Gibbs. Avant de travailler au NCIS, il faisait partie de la brigade des stupéfiants de Baltimore. C'est là qu'il rencontre son futur responsable. Il admire la prestance de son patron paternaliste, Gibbs. Ce dernier, avec certitude, voit en lui son futur remplaçant. Tony, avec un malin plaisir, soigne son image de séducteur, pense souvent aux filles, et quand il n'y pense pas, parle de cinéma. À la fin de la saison 2, il inhale par inadvertance le virus de la peste contenu dans une lettre piégée et manque de peu de mourir. Il est très affecté par la mort de Caitlin Todd lors de l'épisode final de la saison 2. Il devient par la suite très proche de sa remplaçante, l'officier de liaison avec le Mossad Ziva David. Il se fait arrêter par le FBI dans l'épisode Le coupable idéal (saison 3), mais on découvre qu'il s'agit en fait d'une vengeance de Charles Sterling (assistant d'Abby) pour l'avoir fait renvoyer lorsqu'il était à Baltimore. Durant les premiers épisodes de la saison 4, il devient chef d'équipe à la suite du départ en retraite de Gibbs.
Dans la même saison, il est envoyé en mission sous couverture par la directrice Jennifer Shepard. Son objectif est de séduire Jeanne Benoit pour se rapprocher de son père, qui n'est autre qu'un trafiquant d'arme surnommé La Grenouille ; il tombe vraiment amoureux de Jeanne mais est obligé de la quitter.
C'est lui qui élabore un plan pour sauver Ziva lors de l'épisode Vengeance (saison 7). 
Il découvrira, dans le dernier épisode de la saison 13, qu'il a eu une fille avec elle, alors qu'elle serait morte dans l'incendie criminel de sa ferme, bien que ce ne soit pas confirmé, attentat commandité par l'ex-agent de la CIA Trent Kort. Il démissionnera du NCIS afin de s'occuper de sa petite fille.

### Donald Mallard

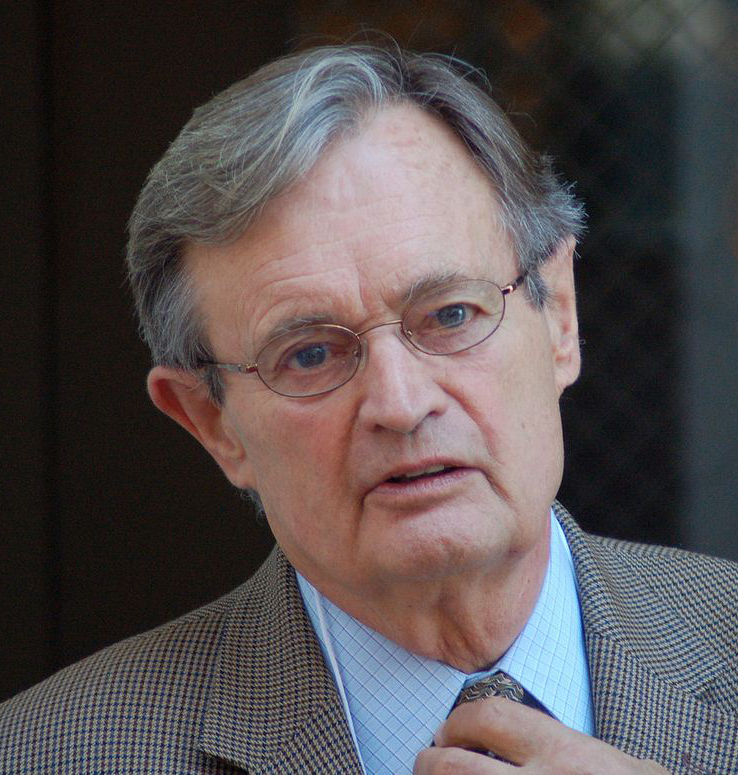
David McCallum

Interprété par David McCallum (VF : Michel Le Royer)
Surnommé « Ducky » par l'équipe, il travaille à la morgue du NCIS en tant que médecin légiste, et s'occupe de pratiquer les autopsies, avec l'aide de Jimmy Palmer, son assistant. Il a comme principale caractéristique de parler aux morts qu'il autopsie. Il a également une formation de psychologue, qu'il utilise pour profiler les assassins, et entretient de bonnes relations avec les membres de l'équipe, et plus particulièrement avec Gibbs qui est son ami depuis longtemps.
C'est un homme très cultivé. Intarissable, il aime, à l'excès, partager son savoir en racontant continuellement des anecdotes historiques et personnelles.

### Timothy McGee

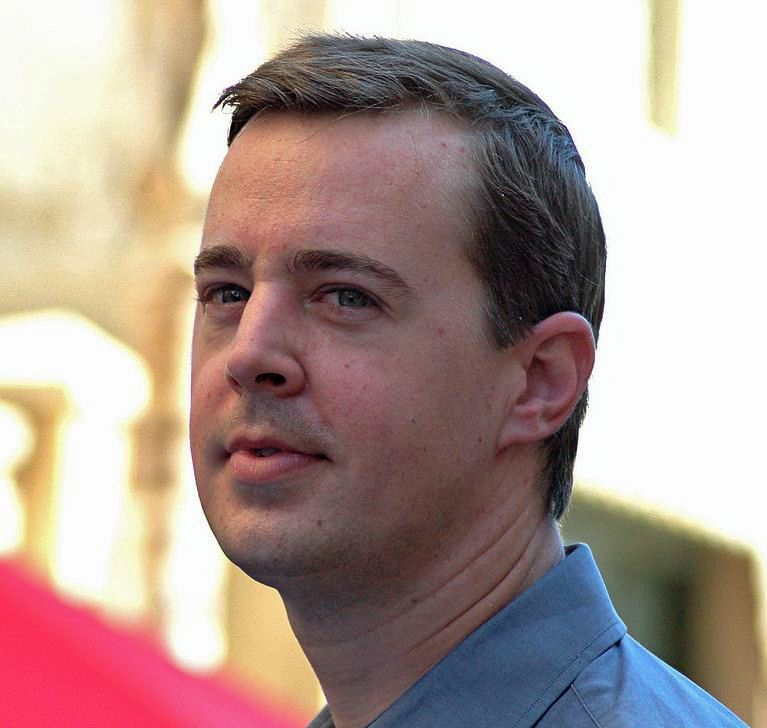
Sean Murray

Interprété par Sean Murray (VF : Adrien Antoine)
« Tim » McGee, souvent appelé « le bleu » à ses débuts, est un agent spécial du NCIS depuis le milieu de la saison 1. Il est informaticien. Il est d'un tempérament plutôt naïf, ceci notamment lorsque Tony vient le taquiner. Il apprécie particulièrement Abby avec qui il a même passé une nuit dans son cercueil qui lui sert de lit. 

### James Palmer
Interprété par Brian Dietzen (VF : Christophe Lemoine)
Assistant du Dr Mallard depuis le milieu de la saison 2, il est considéré comme bizarre par certains membres du NCIS, et a par ailleurs pris la même habitude que Ducky, celle de parler aux morts. Il fait également de l'humour à des moments inappropriés, ce qui lui vaut le regard noir de Gibbs et celui étonné de Ducky. Il a eu une relation amoureuse avec l'agent Lee lors de la 4e saison mais ne souhaite pas que les autres le découvrent ; il l'embrasse ainsi dans la morgue sans que Ducky ne s'en rende compte. Lors de la saison 10 il se marie avec Breena qu'il fréquente depuis quelque temps et avec qui il partage de nombreux points communs comme le travail avec les morts puis qu'elle est croque mort. Breena meurt cependant du Covid-19, ce qui laissera Jimmy en deuil consolé par ses collègues et par le soutien précieux de Gibbs. 

### Leon Vance
Interprété par Rocky Carroll (VF : Serge Faliu)
D'abord directeur adjoint du NCIS, il devient directeur à la fin de la saison 5 lorsque Jennifer Shepard décède. Il est souvent en désaccord avec Gibbs qui est sous ses ordres, mais lui laisse cependant une assez grande marge de manœuvre dans ses enquêtes. On découvre dans le double épisode Ennemis Intimes qu'il connait depuis très longtemps Eli David et que c'était un agent sous couverture avant de devenir directeur du NCIS. Sa femme ainsi qu'Eli David se feront assassiner chez lui.

### Ziva David

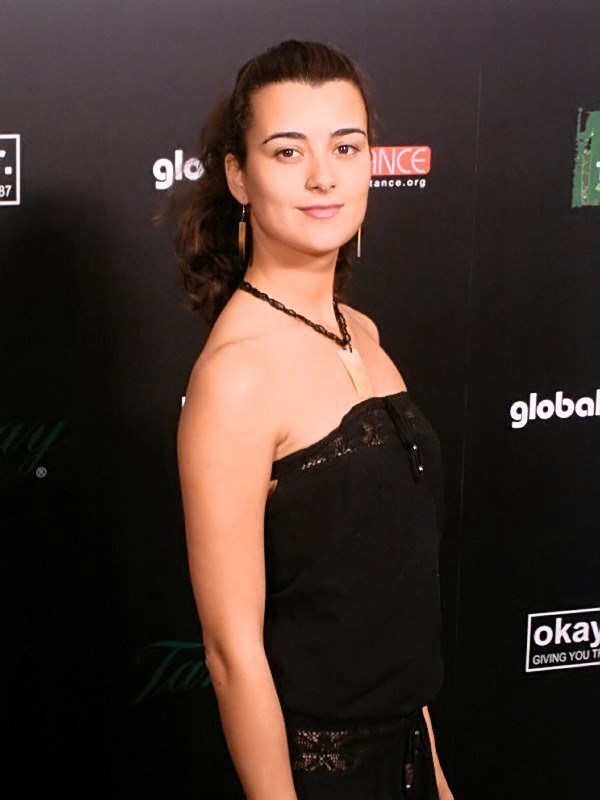
Cote de Pablo.

Interprétée par Cote de Pablo (VF : Cathy Diraison)
Originaire des services du Mossad israélien, dont son père Eli David est le directeur, elle est agent de liaison au NCIS depuis la saison 3, en remplacement de Caitlin Todd. Elle est intégrée comme agent spécial à part entière du NCIS (elle démissionne du Mossad) lors la septième saison mais finit par démissionner (lors du départ de l'actrice qui l'interprète, Cote de Pablo).
Elle est assez proche d'Abby, mais surtout de Tony avec qui elle est particulièrement complice, leur relation étant assez ambiguë, parfois presque amoureuse. Ziva est une experte en arts martiaux grâce à sa formation du Mossad, ce qui en fait un agent de terrain tout à fait qualifié.
Bien que ce ne soit pas confirmé, Ziva serait morte dans un attentat commandité par l'ex-agent de la CIA Trent Kort (voir l'épisode 24 de la saison 13). On apprend par la suite qu’elle a eu une petite fille avec Tony.
Mais c'est en fin de compte dans la saison 16 que l'on apprend qu'elle est en réalité toujours en vie quelques années après. Ziva et revenue sur le sol américain et est retournée dans un endroit qu'elle louait avant son départ, pour maintenant s'y cacher. On découvre dans une armoire, à l'intérieur de cette pièce en question de nombreux carnets dans lesquels elle parlait de ce qu'elle ressentait et des affaires qu'elle a pu mener lorsqu'elle travaillait au NCIS. C'est l'agent Bishop qui en réalité découvre que Ziva est bien vivante et loge ici, alors qu'elle menait en secret une enquête pour en apprendre plus sur elle. Elle découvrira sur une petite table de bureau dans cette pièce un message laissé par Ziva lui demandant de ne rien dire à personne.

### Jennifer Shepard

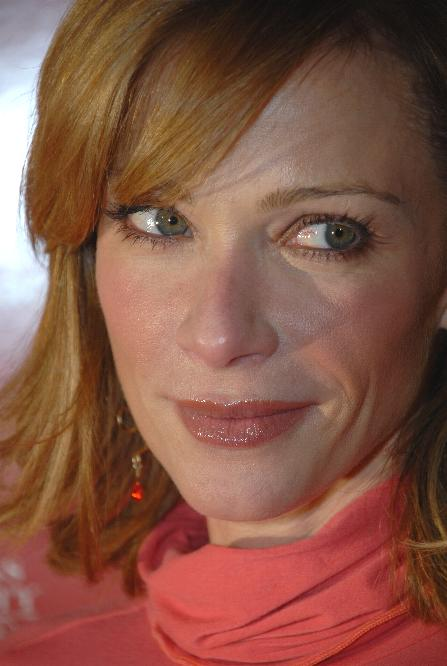
Lauren Holly.

Interprétée par Lauren Holly (VF : Élisabeth Wiener)
Elle succède à Thomas Morrow au poste de directeur du NCIS lors de la troisième saison. Elle dirige Gibbs avec difficulté car ils ont eu une idylle lors d'une mission à Paris, plusieurs années auparavant, et sont depuis très proches.
Gibbs la considère comme son égale, et éprouve donc des difficultés à accepter qu'elle le dirige, d'autant plus que c'est lui-même qui l'a formée au métier. Poursuivant avec acharnement La Grenouille, elle décède dans l'épisode Le Jugement dernier (2/2) et est remplacée par Leon Vance.

### Eleanor Bishop
Interprétée par Emily Wickersham
Eleanor « Ellie » Bishop est une analyste de la NSA, qui apparait dans la saison 11.
Elle vient de l'Oklahoma et a trois grands frères. Mariée à un certain Jack, elle porte une alliance mais évite les questions de DiNozzo sur son état-civil.
Son patron à la NSA la décrit comme une geek ermite (« reclusive data freak »), Bishop se rappelle pratiquement de tout ce qu'elle lit, bien qu'elle procède par association alimentaire.
Elle avait demandé un poste au NCIS avant que la NSA l'engage et Gibbs lui propose d'abord un travail de liaison dans son équipe puis une position de bleue à part entière. Bishop divorcera de son mari en 2015 car Jake l'a trompée lorsqu'il était en mission à Dubaï. Elle se rapproche de plus en plus de l'agent Nick Torres de quoi imaginer une futur relation entre eux.

### Caitlin Todd
Interprétée par Sasha Alexander (VF : Ariane Deviègue)
Ancien officier attaché à la sécurité du Président des États-Unis, Caitlin « Kate » Todd est une agent du NCIS qui se fait tuer par un sniper, Ari Haswari, dans l'épisode In extremis. Elle s'entend particulièrement bien avec Abby et Tony, ce dernier ne manquant jamais de la taquiner. Elle bizute également, comme ce dernier, McGee. Elle est vengée par Ziva au début de la saison 3 : Ziva sauve Gibbs en abattant son demi-frère, Ari, d'une balle dans la tête. Ziva remplace ensuite Caitlin.

### Alexandra Quinn
Interprétée par Jennifer Esposito (VF : Marie Chevalot)
Alexandra "Alex" Quinn est un agent expérimentée qui a quitté le travail de terrain pour devenir instructrice au Centre de formation. Au début de la saison 14, elle essaie de trouver une nouvelle recrue pour l'équipe de Gibbs et finit par rejoindre l'équipe à la fin du premier épisode mais quitte le NCIS au dernier épisode de la  saison 14 pour s'occuper de sa mère souffrant d’Alzheimer.

### Nicholas Torres
Interprété par Wilmer Valderrama
Nicholas "Nick" Torres est un agent spécial du NCIS. Initialement formé comme agent infiltré (Il devra feindre la mort après un an en Argentine), il rejoint l'équipe de Gibbs au début de la saison 14, après une infiltration de longue durée qui a mal tourné. Il est extrêmement superstitieux. Il se rapproche de plus en plus de Bishop, ce qui laisse penser à une future relation entre eux deux.

### Clayton Reeves
Interprété par Duane Henry (VF : Jean-Baptiste Anoumon)
Clayton Dante Reeves est un officier du MI6. Il est introduit dans les deux derniers épisodes de la saison 13. Il réapparaît dans quatre épisodes de la saison 14. Il trouve la mort dans le 22e épisode de la saison 15 en voulant protéger Abby lors d'un vol qui a mal tourné qui se révélera être une tentative d'assassinat contre Abby Cette dernière quittera le NCIS pour réaliser le rêve de Reeves.

### Jacqueline Sloane
Interprétée par Maria Bello

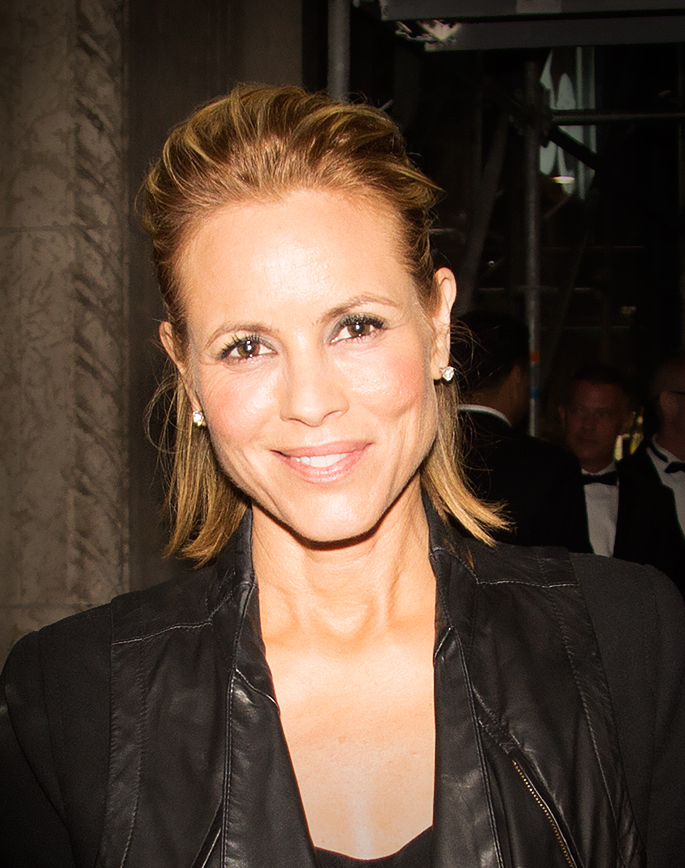
Maria Bello, qui interprète Jacqueline Sloane.

Jacqueline « Jack » Sloane a obtenu un Master en psychologie et travaille avec l'équipe de Gibbs en tant que psychologue du NCIS. Elle rejoint l'équipe dans le 4e épisode de la saison 15, Skeleton Crew. On apprend qu'elle a servi dans la Marine américaine, et qu'elle a été faite prisonnière de guerre. Elle en reste marquée, et garde des séquelles. On apprend qu'elle est mère à la suite d'un viol et qu'elle a dû abandonner son enfant à la naissance. Elle va la revoir dans l'épisode 19 de la saison 16. Elle quitte la série pendant la saison 18 pour raison familiale.

### Kasie Hines
Interprétée par Diona Reasonover
Kasie Hines est un experte en scientifique, elle rejoint le groupe du NCIS pendant la saison 16. Elle remplace Abigail Sciuto.

## Personnages secondaires
Classés par ordre alphabétique

### Margaret Alisson Hart
Interprétée par Rena Sofer (6 épisodes)
Présente lors de la saison 7, Margaret est une avocate au service du colonel Merton Bell qui travaille lors de plusieurs épisodes contre ou avec le NCIS, elle développe des sentiments pour Gibbs qui la pousse entre autres à représenter la belle-mère de ce dernier dans une affaire de meurtre.

### Erica Jane Barrett
Interprétée par Sarah Jane Morris (8 épisodes)
Erica Jane "E.J." Barrett est une autre chef d'équipe du NCIS qui apparaît dans les saisons 8 et 9. Elle occupe le poste à Rota (Espagne) que Tony a refusé lors de la 4e saison, mais est rapatriée à Washington car elle et son équipe enquêtent sur le « tueur de port en port ». Tony entretient une relation avec elle, ce qui déplaît à Gibbs. 
Elle est par ailleurs la nièce du Secrétaire d'État à la Navy, Phillip Davenport. Le tueur en série Jonas Cobb l'enlève pour pouvoir se venger de l'oncle de celle-ci.
Lors du premier épisode de la saison 9, elle tombe dans un piège avec Simon Cade et Tony, les deux hommes se font tirer dessus, mais E.J. arrive à s'enfuir. 

### Jeanne Benoit-Woods
Interprétée par Scottie Thompson (19 épisodes)
C’est dans la quatrième saison qu’est introduite Jeanne, comme la nouvelle petite amie de Tony. Celui-ci est en fait en mission d'infiltration pour surveiller le père de Jeanne. Il se fait passer auprès d’elle pour « Anthony DiNardo », prétendument professeur de cinéma à l’université.
Cependant, leur relation est en réalité plus qu’une simple couverture, car Tony a l'air d’être très intéressé par elle et lui dit même qu'il recherchait la femme parfaite.
Il est révélé en fin de cette même saison qu'elle est la fille du trafiquant d'armes nommé « La Grenouille ». Elle refait ensuite une apparition durant la saison 5, où elle accuse DiNozzo d'avoir tué son père.
Elle fera son retour dans la treizième saison lors d'une affaire touchant des médecins volontaires parachutés au Soudan du Sud. Jeanne a fondé l'International Doctors Group (IDG) avec son mari David Woods.

### Abigail Borin
Interprétée par Diane Neal (6 épisodes)
Elle est un agent spécial du CGIS (Coast Guard Investigative Service), le service d'investigation des garde-côtes. De par son attitude et sa personnalité elle est considérée à plusieurs égards comme la version féminine de Gibbs. Elle travaille plusieurs fois en collaboration avec l'équipe du NCIS, quand l'enquête mêle leurs deux juridictions. Présente depuis la saison 7, elle est née dans l'Ohio et parle couramment espagnol.
Lors de l'épisode 6 de la saison 11, on apprend que Borin était marine avant de devenir agent spécial du CGIS, elle a démissionné à la suite de la mort de trois marines sous ses ordres dans une explosion pendant une mission qu'elle dirigeait dont son petit-ami. Gibbs lui propose d'intégrer le NCIS en remplacement de Ziva David, mais Borin refuse, prétextant avoir encore à faire au CGIS.
Lors de la saison 12, elle réapparait lors d'un exercice en mer où elle négocie avec un pirate détenant Gibbs en otage.
Elle apparait aussi dans 3 épisodes de la saison 1 de NCIS : Nouvelle-Orléans où elle aide l'agent spécial Dwayne Pride dans des enquêtes conjointes avec le CGIS. On apprend alors qu'elle a déjà effectué une mission sous couverture avec Pride en tant que femme de ce dernier.

### Stan Burley
Interprété par Joel Gretsch (4 épisodes)
Stan Burley est un agent du NCIS et un ami de Gibbs et d'Abby avec qui il communique régulièrement. Lors d'un épisode, Ducky apprend à DiNozzo qu'auparavant, Burley était un des agents sous les ordres de Gibbs pendant 5 ans, mais à la suite d'une erreur dans une de leurs affaires, il a été rétrogradé au rang d'agent embarqué jusqu'à la saison 11. On sait qu'il a une fiancée du nom de Connie. Avant d'intégrer le NCIS, il était l'assistant d'un sénateur à Washington .
Dans la saison 13, il appelle de nouveau à l'aide l'équipe de Gibbs lorsqu'une de ses amies, une infirmière disparait au Soudan du Sud.

### Paula Cassidy
Interprétée par Jessica Steen (VF : Céline Monsarrat) (7 épisodes)
Apparaissant dans les quatre premières saisons, elle est agent du NCIS, mais pas au siège de celui-ci. Gibbs et son équipe travaillent parfois avec elle, et elle entretient une courte relation amoureuse avec Tony. D'abord interprète à Guantanamo Bay lors de la saison 1, elle devient agent embarqué dans la saison 2, puis remplace Kate lors du premier épisode de la saison 3. Dans la saison 4, elle dirige elle aussi une MCRT ce qui la place au même rang que Gibbs. 
Elle est de retour lors de la saison 4 dans l'épisode Pour la paix où son équipe remplace celle de Gibbs pour la fin de semaine, ils reçoivent un appel anonyme signalant un terroriste potentiel, lorsqu'ils se rendent sur les lieux, une bombe explose et deux de ses agents périssent, Paula est la seule survivante. Au cours de l'épisode, un terroriste tente de faire exploser une bombe qu'il porte sur lui en sa présence et celle de Gibbs et DiNozzo. Elle se sacrifie alors pour sauver Tony et Jethro. Elle apparaît sur une photo sur un mur représentant plusieurs membres des agents décédés pendant leur service dans la saison 6.

### Rachel Cranston
Interprétée par Wendy Makkena (4 épisodes)
La Dr Rachel Cranston est la sœur de Caitlin Todd et une psychologue rivale du Dr Samantha Ryan avec qui elle a étudié. Lors de la saison 8, elle évalue les membres de l'équipe de Gibbs afin d'en savoir plus sur la mort de sa sœur, elle revient ensuite à quelques reprises aider le NCIS dans leurs enquêtes.
Lors du premier épisode de la saison 9, elle aide DiNozzo touché par balle à se remémorer les évènements afin de retrouver l'agent EJ Barett qui a disparu. Elle réapparaît lors de l'épisode 16 de cette même saison lorsqu'un de ses patients et ami est tué.

### Phillip Davenport
Interprété par Jude Ciccolella (5 épisodes)
Phillip Davenport est le Secretaire à la marine et l'oncle de l'agent du NCIS, Erica Jane Barett. 
Sa première apparition est lors de l'épisode 8 de la saison 6, Domino (1/2) où il demande à l'équipe de Gibbs de continuer les recherches afin de trouver la taupe au sein du NCIS.

### Eli David
Interprétée par Michael Nouri (9 épisodes)
Directeur du Mossad, il est également le père de Ziva et Ari Haswari. Il se faisait appeler Benjamin Weinstein lors de sa rencontre avec la mère d'Ari. Il est présent dans la série dans les saisons 6, 8 et 10, se faisant assassiner dans cette dernière en même temps que Jackie Vance. 

### Anthony DiNozzo Sr.
Interprété par Robert Wagner (11 épisodes)
Père de DiNozzo, il est mêlé à plusieurs enquêtes du NCIS. Il a des relations parfois difficiles avec son fils. Il apparaît depuis la saison 7. Il rejoint son fils et Ziva vivre à Paris.

### Ned Dorneget
Interprété par Matt Jones (6 épisodes)
L'agent spécial Ned Dorneget est un nouvel agent Sa première apparition est lors de la saison 9 ou il doit s'occuper de garder la salle d'interrogatoire., il est généralement assigné aux pièces à conviction, mais quelques fois, il est assigné à une mission de terrain par Gibbs, on sait qu'il est gay et c'est un ami proche d'Abby. Il est muté à la cyber-division, mais continue d'aider l'équipe. Lors de l'épisode 23 de la saison 12, il évacue un hôtel ciblé par un attentat, mais meurt lors de ce dernier.

### Delilah Fielding-McGee
Interprétée par Margo Harshman (20 épisodes)
Delilah Fielding-McGee est une experte en sécurité informatique et protection des données au Département de la défense. Elle est également l'épouse de l'agent Timothy McGee.(ils se sont mariés dans l'épisode 23 de la saison 14, puis elle tombe enceinte de jumeaux et accouche de ceux-ci (John et Morgane) dans l'épisode 9 de la saison 15). 
Dans la saison 11, elle est grièvement blessée en raison d'une explosion survenue lors d'un gala de la Défense, perdant ainsi la mobilité de ses jambes.

### Tobias Fornell
Interprété par Joe Spano (VF : Gérard Rinaldi saisons 1 à 8 puis Patrick Raynal saison 9 à -) (52 épisodes)
Présent dans l'intégralité des saisons, Tobias Fornell est l'homologue de Gibbs au FBI. C'est un agent spécial, chef d'équipe d'investigation.
On le rencontre dès qu'une enquête du NCIS recoupe la juridiction du FBI, il s'ensuit en général une enquête commune mais menée par les agents du NCIS. Lorsque l'affaire est médiatisée, c'est bien sûr le FBI qui est mis à l'honneur à la télévision, au grand dam de DiNozzo.
Il a épousé Diane Sterling, la seconde femme de Gibbs, avec laquelle il a eu une fille, Emily, mais dont il est également séparé.
Il est devenu à la longue le meilleur ami de Gibbs, mais celui-ci ne l'exprime pas devant son équipe, préférant faire croire à une rivalité formelle entre les deux agences, Tobias Fornell est aussi l'un des amis de Dwayne Pride .
Lors de la saison 11, on apprend qu'il fréquente à nouveau Diane.
Durant la saison 12, Tobias subit un choc émotionnel lors du décès brutal de Diane, tuée d'une balle dans la tête par le mercenaire russe Sergei Mishnev. Dès lors, il doit apprendre à élever seul leur fille adolescente.
Lors de l'épisode 21 de la saison 13, alors qu'il tente de protéger l'ex-directrice du MI-6, il se fait abattre par Trent Kort et est conduit à l'hôpital dans un état critique où il se réveille lors du dernier épisode.
Dans la saison 14, il est le colocataire de Gibbs dans la maison de ce dernier. Il se remet doucement après les événements de la fin de la saison 13.
Durant la saison 15, il perd son poste d'agent du FBI à la suite d'un témoignage de Gibbs durant une affaire à rebondissements, puis choisit de devenir détective privé.
Durant la saison 18, il recherche avec Gibbs les trafiquants de drogues responsables de l'overdose de sa fille Emily. Emily entrera dans un centre de désintoxication et deviendra sobre mais fera une rechute, rechute qui lui sera fatale puisqu'elle décédera à l'épisode 9 de la saison 18.

### Michael Franks

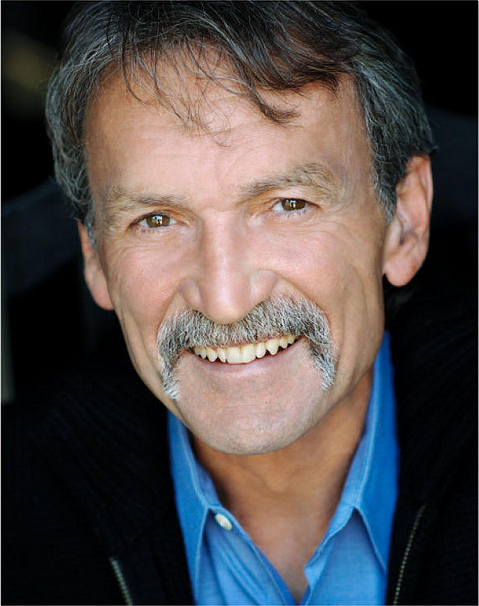
Muse Watson.

Interprété par Muse Watson (VF : Bruno Carna et Jacques Albaret) (20 épisodes)
Mike Franks est un ancien chef d'équipe du NCIS, il a quitté le NCIS lorsque ses supérieurs n'ont pas écouté ses recommandations et cela a conduit à un attentat terroriste qui aurait pu être évité. Il remet alors son insigne à Gibbs qui devient le nouveau chef d'équipe. C'était aussi l'agent chargé d'enquêter sur la mort de Shanon et Kelly Gibbs, c'est lors de cette enquête qu'il rencontre Gibbs et le recrute au NCIS.
Il apparaît dès la saison 3. Ancien mentor et patron de Gibbs, il aide celui-ci à venger la mort de sa femme et de sa fille. À la retraite, il s'est installé sur une plage au Mexique. Sa première apparition est dans l'épisode Hiatus (1/2) dans lequel il aide Gibbs à retrouver la mémoire. Il a travaillé avec plusieurs agents du NCIS, par exemple, Dwayne Pride ou Jennifer Shepard.
Dans l'épisode 4 de la saison 4, il revient au siège du NCIS afin d'aider l'équipe qui rouvre une de ses anciennes enquêtes concernant un trafiquant d'armes, Arkady Kobach qu'il tue à la fin de l'épisode.
Dans les deux derniers épisodes de la saison 5, Le Jugement dernier (1/2) et Le Jugement dernier (2/2) où il participe à une enquête improvisée de Jennifer Shepard sur la mort d'un agent du NCIS. Mike et la directrice du NCIS poursuivis par des mercenaires se retranchent dans un bar perdu au milieu de nulle part afin de pouvoir mieux se défendre. Tandis que Mike part chercher de l'eau, une fusillade éclate dans le bar et la directrice Shepard est tuée, Mike achève les cinq mercenaires et s'enfuit.
Il revient dans l'épisode 15 de la saison 6, Délivrance afin d'aider Gibbs à découvrir comment son matricule a pu être écrit avec du sang dans une salle de torture. Mike Franks meurt à la fin de la 8e saison, mais il réapparaît depuis lors de flashbacks.

### Jackson Gibbs
Interprété par Ralph Waite
Père de Gibbs et veuf, il habite dans le village natal de son fils. Il a été la cible de Paloma Reynosa. Il apparaît périodiquement dans les saisons 6 à 11. Malheureusement, son interprète Ralph Waite meurt le 13 février 2014. La production de la série lui a rendu un hommage en lui dédiant le dernier épisode de la saison 11.

### Kelly Gibbs
Kelly Gibbs est née en 1983. Elle était la fille de Shannon et Leroy Jethro Gibbs. Le 28 février 1991, elle et sa mère Shannon se feront tuer par le terroriste Pedro Hernandez lors d'un trajet en voiture avec l'agent du NIS Kurt Mitchell qui devait assurer leur protection. Kelly apparaît sous forme de flashback depuis la saison 3.

### Shannon Gibbs
Shannon Gibbs est la première femme de l'agent Gibbs, elle apparaît sous forme de flashback à partir de la saison 3. Ils se sont rencontrés sur le quai d'une gare à Stillwater en juin 1976.
Elle se fera tuer, avec sa fille Kelly, par le terroriste Pedro Hernandez le 28 février 1991 dans un accident de voiture.

### Susan Grady
Interprétée par Jackie Geary (4 épisodes)
Susan Grady travaille au service polygraphe du NCIS, elle est timide et peu douée avec les hommes. Elle tente d'inviter McGee à sortir, sans grand succès. Elle remplace Ziva le temps d'un épisode de la saison 11, afin de devenir officiellement un agent de terrain, elle est alors plus affirmée. Elle est mutée dans une équipe de Chicago à la fin de cet épisode. 

### Ari Haswari
Interprété par Rudolf Martin (VF : Damien Boisseau) (9 épisodes)
Né en 1969, Ari Haswari était le demi-frère de Ziva David. Dans sa première apparition (Piège en sous-sol), il infiltre le NCIS dans un sac mortuaire et prend Ducky, son assistant Gerald Jackson (qui recevra une balle dans l'épaule) et Caitlin Todd en otage. Dans l'épisode L'affrontement, il enlève à nouveau Kate mais la relâche par la suite.
Dans la seconde saison, il s'arrange pour avoir la protection de la CIA et du FBI en leurs indiquant qu'il est susceptible d'apporter des renseignements sur une cellule terroriste dont il est en fait vraiment membre. Lors de l'épisode final de cette même saison (In extremis), il tue Kate d'une balle de sniper dans la tête. Dans les deux premiers épisodes de la saison 3 (Kill-Ari(1/2) et (2/2)), après avoir tenté de tuer Abigail Sciuto et Jennifer Shepard et pris en otage Gerald Jackson pour mettre Ducky dans son camp, il se fait tuer par Ziva dans la cave de Gibbs alors qu'il est sur le point de tuer ce dernier.

### Gerald Jackson
Interprété par Pancho Demmings (VF : Laurent Mantel) (15 épisodes)
Il est l'ancien assistant du docteur Ducky Mallard. Au cours de la saison 1, il se fait tirer dans l'épaule par Ari Haswari, ce qui l'empêche de continuer à exercer. Il est remplacé par Jimmy Palmer. Il réapparaît dans la troisième saison.

### Clayton Jarvis
Interprété par Matt Craven (11 épisodes)
Clayton Jarvis est le nouveau secrétaire à la marine des États-Unis en remplacement de Phillip Davenport qui est renvoyé à la suite de l'affaire du tueur de port en port. C'est un bon ami de Leon Vance. Il meurt au début de la saison 11 dans une explosion et est remplacé par Sarah Porter.

### Trent Kort
Interprété par David Dayan Fisher (14 épisodes)
C'est un agent de la CIA et un ancien coéquipier de G. Callen apparaissant dans les saisons 4 à 6 et 8. Il perd un œil dans l'épisode 23 de celle-ci, en empêchant le « tueur de port en port » de commettre un nouveau meurtre. Il fait une apparition dans la saison 1 de la série NCIS : Los Angeles. Il réapparait dans la saison 13 de NCIS, il est le responsable de la machination contre un ancien espion du MI6. Il est également le responsable de l’attaque au mortier de la ferme appartenant à Eli David puis à Ziva David (Cote de Pablo) et des blessures de Tobias Fornell. Il est tué par l'équipe de Gibbs, assisté de Clayton Reeves du MI-6 et de Tess Monroe du FBI.

### Michelle Lee
Interprétée par Liza Lapira (13 épisodes)
La première apparition de l'Agent Lee se fait en début de saison 4, lorsque Gibbs part en retraite temporaire. Agent du NCIS, elle a une relation amoureuse avec Jimmy Palmer, l'assistant de Ducky. Lors de la sixième saison, après les affectations temporaires des agents DiNozzo, David et McGee, elle fait partie de la nouvelle équipe de Gibbs. Elle se révèle être la taupe que Gibbs cherchait à identifier. Elle est tuée dans cette même saison.

### Hollis Mann
Interprétée par Susanna Thompson (8 épisodes)
Le lieutenant-colonel Hollis Mann apparaît pour la première fois dans l'épisode Duo d'enfer. Par la suite, elle est amenée à collaborer avec l'équipe de Gibbs. Elle a un caractère assez proche de celui de Gibbs. Elle a d'ailleurs une liaison avec lui. Lors de la saison 5, elle est promue Colonel et propose à Gibbs de prendre leur retraite ensemble à Hawaii, ce dernier refuse, elle part donc sans lui. 
Dans la saison 12, elle réapparaît afin d'enquêter sur le meurtre d'un officier homosexuel en attente de recevoir la Silver star. En effet, s'ennuyant à Hawaii, Hollis est devenue enquêtrice au département de la sécurité intérieure, elle aide alors Gibbs à se remettre de la mort de Diane en tant qu'amie. 

### Jake Malloy
Interprété par Jamie Bamber (VF : Mathias Kozlowski) (6 épisodes)
Jake est le mari de Bishop. Il travaille en tant qu’avocat a la NSA.
Sa première apparition est dans l’épisode 9 de la saison 12, « Cloués au sol »
Lors de l’épisode 9 de la saison 13, Jake avoue à Bishop qu’il a eu une liaison. Ils vont donc divorcer dans l’épisode 11 de la saison 13.

### Thomas Morrow
Interprété par Alan Dale (VF : Joël Martineau) (14 épisodes)
Il est l'ancien directeur du NCIS, jusqu'au début de la saison 3, mais est peu présent dans les épisodes. Il a confiance en Gibbs, est autoritaire mais écoute aussi l'avis de Gibbs, avec qui il a souvent des prises de bec. Il est remplacé par Jennifer Shepard et devient directeur adjoint de la Sécurité Intérieure. Il fera son retour à la fin de la saison 10, 
Il est blessé lors de la saison 11, et passe à deux doigts de perdre sa jambe gauche dans l'attentat visant Clayton Jarvis. Dans la saison 13, il se fera tuer d'une balle dans la tête par Trent Kort à l'insu de sa femme, Caroline.

### Christopher Pacci
Interprété par Tim Kelleher (6 épisodes)
Christopher Pacci est un agent du NCIS qui était auparavant dans l'équipe de Gibbs. Il apparait pour la première fois lors de l'épisode 16 dans lequel il couvre une des sorties de la morgue afin d'empêcher Ari Haswari de s'enfuir. Il apparait ensuite dans l'épisode 18 où il tente de parler à Gibbs, mais ce dernier lui répond qu'ils sont occupés, Pacci dit alors que cela peut attendre. Il est retrouvé mort lors de l'épisode 19, d'une balle dans le cou, tué par un fraudeur qu'il suivait. On sait que sans lui, Gibbs n'aurait jamais rencontré DiNozzo, mais il n'y a pas d'autre détails.

### Sarah Porter
Interprétée par Leslie Hope (VF : Véronique Augereau) (6 épisodes)
Sarah Porter est l'actuelle secrétaire à la marine (SecNav), elle remplace Clayton Jarvis, mort dans une explosion lors du premier épisode de la saison 11. Elle est née à Boston et a étudié à Harvard où elle a été diplômée avec mention bien. Elle a aussi une fille et un ex-mari.

### Lara Macy
Interprétée par Louise Lombard
Elle est l'agent spécial à la tête de l'équipe du NCIS de Los Angeles et est une ancienne coéquipière de Gibbs. Elle servait auparavant dans la police miliaire et était chargée de l'enquête sur la mort de Pedro Hernandez, l'assassin de Shannon et Kelly Gibbs. Elle découvre que Gibbs est celui qui a abattu Hernandez mais décide de fermer les yeux sur ces événements. Elle apparaît dans la saison 6 et la 7. Elle est tuée dans l'épisode 23 de cette dernière par un mercenaire du colonel Merton Bell qui cherche à se venger de Gibbs.

### Paloma Reynosa
Interprétée par Jacqueline Obradors
Sœur d'Alejandro Rivera, elle est la fille de Pedro Hernandez, l'assassin de la fille et de la femme de Gibbs. Celui-ci tue ensuite Hernandez pour se venger, et Paloma Reynosa, aidée de son frère, cherche à faire de Gibbs une taupe au NCIS dans les saisons 7 et 8, sous menace de s'en prendre à ses proches, dont son père, Jackson Gibbs. Alors qu'elle s'est rendue dans une maison où elle pensait trouver Gibbs, son frère Alejandro arrive également et, la pensant morte (manipulé par les agents du NCIS, Vance en tête), croit que Gibbs est dans la maison. Il ouvre alors le feu et tue accidentellement sa sœur Paloma.

### Alejandro Rivera
Interprété par Marco Sanchez (7 épisodes)
Officiel du ministère de la Justice mexicain dans les saisons 7 et 8, il est en fait corrompu et cherche, tout comme sa sœur Paloma Reynosa, à venger la mort de son père Pedro Hernandez. Après avoir accidentellement tué sa sœur, il est arrêté par le NCIS.

### Michael Rivkin
Interprété par Merik Tadros (7 épisodes)
Agent du Mossad dans la sixième saison, collègue et ami de longue date de Ziva, il tente de tuer DiNozzo. Ce dernier tire et le tue ; Ziva est extrêmement fâchée contre Tony jusqu'à ce que la lumière soit faite sur les activités de Rivkin et celles de l'agent du Mossad Ari Haswari.

### Samantha Ryan
Interprétée par Jamie Lee Curtis (5 épisodes)

### Breena Slater
Interprétée par Michelle Pierce (6 épisodes)
Breena est la petite-amie de Jimmy. Elle apparaît pour la première fois dans l'épisode 16 de la saison 7 où Jimmy la présente à l'équipe puis dans l'épisode 11 de la saison 9 puis dans l'épisode 24 de cette même saison où ils doivent se marier. Elle décédè du Covid-19 dans l'épisode 7 de la saison 18, ce qui rendra Palmer très triste, il pourra compter sur le soutien de toute l'équipe et notamment de Gibbs. 

### Diane Sterling
Interprétée par Melinda McGraw (5 épisodes)
Diane Sterling est la deuxieme ex-femme de Gibbs et aussi l'ancienne femme de l'agent du FBI Tobias Fornell avec qui elle a eu une fille, Emily Fornell. Avant d'accoucher, elle travaillait dans un bureau de l'IRS. Elle se fera tuer d'une balle dans la tête lors de la saison 12 par le terroriste Sergei Mishnev, celui-ci ayant la volonté de faire du mal à Gibbs.

### Charles Sterling
Charles Sterling, surnommé « Jumbo » (Chip dans la version originale), apparaît pour la première fois dans l'épisode Meurtre en direct. Il est l'assistant d'Abby Sciuto. Il s'avère par la suite qu'il veut se venger d'Anthony DiNozzo pour l'avoir fait renvoyer lorsqu'il travaillait encore dans la police de Baltimore. Il le piège si bien que DiNozzo se fait arrêter par le FBI. Lorsque Abby découvre par la suite ses véritables intentions, Charles Sterling tente de la tuer, mais elle parvient à l'attacher et à le bâillonner avant que ses collègues viennent à son secours.